# Foot-Ball Club Juventus 1907-1908
Questa voce raccoglie le informazioni riguardanti il Foot-Ball Club Juventus nelle competizioni ufficiali della stagione 1907-1908.

## Stagione
Nella seduta straordinaria della FIF del 20 ottobre 1907, il presidente della Doria, Oberti, presentò un ordine del giorno che venne approvato a maggioranza con cui si proponeva di organizzare due "gare di campionato": una italiana, riservata ai soli atleti nazionali e assegnataria della Coppa Romolo Buni, e una federale, aperta anche agli stranieri e abbinata alla Coppa Spensley:
I delegati dei cosiddetti Football Club (Milan, Torino, Libertas Milano, Genoa e Naples), tuttavia, lasciarono la seduta per protesta in quanto non accettavano che i calciatori stranieri venissero esclusi dalla competizione per il titolo di "Campione d'Italia" e relegati a disputarsi il riconoscimento creato ex novo di "Campione Federale d'Italia". In particolare il Milan, detentore della Coppa Spensley, criticò la decisione della FIF di abbinare tale trofeo (ex coppa dei "Campioni d'Italia") al nuovo titolo di "Campione Federale".
Il torneo si ridusse quindi a una finale a due tra la Juventus e l'Andrea Doria. Il 19 gennaio dello stesso anno si giocò la gara di andata della finale del Campionato federale a Genova contro l'Andrea Doria, dove la Signora vinse per 3-0. Un mese dopo si rigiocò, a Torino, coi doriani che uscirono vincitori per 0-1. Fu dunque necessario uno spareggio, giocatosi a Torino per la maggior differenza reti bianconera nel doppio confronto il 15 marzo: a pochi minuti dalla fine, mentre la Juventus era in vantaggio per 2-1, il doriano Sardi colpì di testa, e il barone Mazzonis, allora giocatore bianconero, per respingere il pallone infilò Durante di testa per il 2-2 finale; l'incontro fu successivamente annullato per un errore tecnico arbitrale. Passarono due mesi e il 10 maggio si poté rigiocare lo spareggio, sempre in Corso Sebastopoli – campo juventino fino al 1922 – e la Juventus vinse per 5-1 con Ernesto Borel (padre di Aldo, il Borel I, e Felice, il Borel II, entrambi futuri calciatori bianconeri) mattatore dell'incontro e del Campionato Federale di Prima Categoria 1908. Alla Juventus non fu assegnata la Coppa Spensley che le spettava di diritto in quanto Campione Federale, perché il Milan detentore in carica l'aveva polemicamente riconsegnata a Spensley, rappresentante del Genoa; all'inizio della stagione successiva, fu deliberato che la Coppa venisse assegnata permanentemente al Milan, la società che l'aveva vinta per due volte di fila (1906 e 1907), a titolo risarcitorio. Il Campionato Federale venne, quindi, disconosciuto a posteriori dalla FIF.
La Juventus giocò, ancora prima che diventasse "Campione Federale d'Italia" (poiché la partita decisiva si disputò soltanto il 10 maggio), il campionato italiano, Coppa Romolo Buni, iniziato a marzo dello stesso anno, con altre tre squadre. Il 1º marzo i bianconeri pareggiarono 1-1 a Vercelli contro la Pro Vercelli, poi vincitrice del torneo, nella gara d'andata delle eliminatorie regionali, e perse 2-0 la partita di ritorno (doppietta di Rampini per i vercellesi), venendo eliminata dal torneo. Il titolo di "Campione d'Italia" fu poi vinto dalla Pro Vercelli.
Nello stesso anno la società juventina conquistò due Palle d'Argento Henry Dapples – un'altra competizione pionieristica – nelle finali disputate il 22 novembre e il 13 dicembre, battendo in entrambe le occasioni la Pro Vercelli.

## Divise
La maglia utilizzata per gli incontri di campionato era a strisce verticali bianche e nere.
| Manica sinistra · Manica sinistra · Maglietta · Maglietta · Manica destra · Manica destra · Pantaloncini · Calzettoni · Calzettoni |

## Organigramma societario
Area direttiva
- Presidente: Carlo Vittorio Varetti

Area tecnica
- Allenatore: Harry Goodley

## Rosa
| N. |                   | Ruolo | Calciatore                   |
| -- | ----------------- | ----- | ---------------------------- |
|    | Italia (bandiera) | P     | Domenico Durante             |
|    | Italia (bandiera) | D     | Giuseppe Hess                |
|    | Italia (bandiera) | D     | Chiaffredo Mastrella         |
|    | Italia (bandiera) | D     | Pietro Michela               |
|    | Italia (bandiera) | C     | Alfredo Armano               |
|    | Italia (bandiera) | C     | Gioacchino Armano            |
|    | Italia (bandiera) | C     | Aldo Colombo                 |
|    | Italia (bandiera) | C     | Alfredo Ferraris             |
|    | Italia (bandiera) | C     | Giovanni Goccione (capitano) |

| N. |                   | Ruolo | Calciatore         |
| -- | ----------------- | ----- | ------------------ |
|    | Italia (bandiera) | C     | Casimiro Nay       |
|    | Italia (bandiera) | A     | Alberto Barberis   |
|    | Italia (bandiera) | A     | Ernesto Borel      |
|    | Italia (bandiera) | A     | Giuseppe Collino   |
|    | Italia (bandiera) | A     | Ettore Corbelli    |
|    | Italia (bandiera) | A     | Domenico Donna     |
|    | Italia (bandiera) | A     | Umberto Malvano    |
|    | Italia (bandiera) | A     | Giovanni Mazzonis  |
|    | Italia (bandiera) | A     | Guglielmo Moschino |

## Calciomercato
| Acquisti | Acquisti      | Acquisti    | Acquisti   |
| R.       | Nome          | da          | Modalità   |
| -------- | ------------- | ----------- | ---------- |
| D        | Giuseppe Hess | Juventus II | definitivo |
| C        | Aldo Colombo  | Juventus II | definitivo |

| Cessioni | Cessioni | Cessioni | Cessioni |
| R.       | Nome     | a        | Modalità |
| -------- | -------- | -------- | -------- |

## Risultati

### Campionato Federale di Prima Categoria

#### Finale
| Cornigliano 19 gennaio 1908, ore 15:00 CET Andata | Andrea Doria | 0 – 3 referto | Juventus | Campo di Cornigliano |
| \| \| \| \| \| \| Marcatori \| ? \|               |              |               |          |                      |
|                                                   |              |               |          |                      |
|                                                   | Marcatori    | ?             |          |                      |

| Arbitro: | Meazza (Milano) |

|  |           |              |
|  | Marcatori | 50’ Sardi II |

| Arbitro: | Magni (Milano) |

|                        |           |   |
| Borel I rig.’ Goccione | Marcatori | ? |

### Campionato Italiano di Prima Categoria

#### Eliminatorie regionali
| Arbitro: | Meazza (Milano) |

|            |           |              |
| Fresia 78’ | Marcatori | 47’ Mazzonis |

| Arbitro: | Recalcati (Milano) |

|  |           |           |
|  | Marcatori | Rampini I |

## Statistiche

### Statistiche di squadra
| Competizione        | Punti | In casa | In casa | In casa | In casa | In casa | In casa | In trasferta | In trasferta | In trasferta | In trasferta | In trasferta | In trasferta | Totale | Totale | Totale | Totale | Totale | Totale | DR |
| Competizione        | Punti | G       | V       | N       | P       | Gf      | Gs      | G            | V            | N            | P            | Gf           | Gs           | G      | V      | N      | P      | Gf     | Gs     | DR |
| ------------------- | ----- | ------- | ------- | ------- | ------- | ------- | ------- | ------------ | ------------ | ------------ | ------------ | ------------ | ------------ | ------ | ------ | ------ | ------ | ------ | ------ | -- |
| Campionato Italiano | 1     | 1       | 0       | 0       | 1       | 0       | 2       | 1            | 0            | 1            | 0            | 1            | 1            | 2      | 0      | 1      | 1      | 1      | 3      | -2 |
| Campionato Federale | -     | 2       | 1       | 0       | 1       | 5       | 2       | 1            | 1            | 0            | 0            | 3            | 0            | 3      | 2      | 0      | 1      | 8      | 2      | 6  |
| Totale              | 1     | 3       | 1       | 0       | 2       | 5       | 4       | 2            | 1            | 1            | 0            | 4            | 1            | 5      | 2      | 1      | 2      | 9      | 5      | 4  |

### Statistiche dei giocatori
| Giocatore      | Campionato Italiano | Campionato Italiano | Campionato Federale | Campionato Federale | Totale   | Totale |
| Giocatore      | Presenze            | Reti                | Presenze            | Reti                | Presenze | Reti   |
| -------------- | ------------------- | ------------------- | ------------------- | ------------------- | -------- | ------ |
| A. Armano II   | 1                   | 0                   | 3                   | 0                   | 4        | 0      |
| G. Armano I    | 1                   | 0                   | 3                   | 0                   | 4        | 0      |
| A. Barberis    | 0                   | 0                   | 0                   | 0                   | 0        | 0      |
| E. Borel       | 2                   | 0                   | 3                   | 3                   | 5        | 3      |
| G. Collino I   | 2                   | 0                   | 3                   | 0                   | 5        | 0      |
| A. Colombo     | 2                   | 0                   | 3                   | 0                   | 5        | 0      |
| E. Corbelli    | 0                   | 0                   | 0                   | 0                   | 0        | 0      |
| D. Donna       | 1                   | 0                   | 3                   | 0                   | 4        | 0      |
| D. Durante     | 1                   | -2                  | 3                   | -2                  | 4        | -4     |
| A. Ferraris II | 0                   | 0                   | 0                   | 0                   | 0        | 0      |
| G. Hess        | 2                   | 0                   | 0                   | 0                   | 2        | 0      |
| G. Goccione    | 2                   | 0                   | 3                   | 2                   | 5        | 2      |
| U. Malvano     | 0                   | 0                   | 0                   | 0                   | 0        | 0      |
| C. Mastrella   | 2                   | 0                   | 0                   | 0                   | 2        | 0      |
| G. Mazzonis    | 2                   | 1                   | 3                   | 0                   | 5        | 1      |
| P. Michela     | 0                   | 0                   | 3                   | 0                   | 3        | 0      |
| C. Nay         | 2                   | 0                   | 3                   | 0                   | 5        | 0      |